# Jahrbuch Preußenland
Das Jahrbuch Preußenland ist eine Fachzeitschrift für die Geschichte Preußens.

## Geschichte und Aufgabe
Die Jahrgänge 1 (1963) bis 47 (2009) firmierten unter Preußenland – Mitteilungen der Historischen Kommission für ost- und westpreußische Landesforschung. 2010 wurde die Zeitschrift mit den Beiträgen zur Geschichte Westpreußens der Copernicus-Vereinigung für Geschichte und Landeskunde Westpreußens zusammengelegt. Das Jahrbuch veröffentlicht geschichtswissenschaftliche und landeskundliche Beiträge zu Alt-Preußen von der Ur- und Frühgeschichte bis zur Gegenwart. Es bringt Buchbesprechungen und fungiert als Mitteilungsblatt des Geheimen Staatsarchivs Preußischer Kulturbesitz, das die Publikation jährlich mit einem namhaften Betrag fördert.
Die derzeitigen Herausgeber sind Reinhard Hanke, Elisabeth Heigl (Geheimes Staatsarchiv Preußischer Kulturbesitz),  Astrid Kaim-Bartels, Jürgen Sarnowsky (Universität Hamburg), Annika Souhr-Könighaus (Bundesarchiv, Filmarchiv) und Sven Tode (Fachhochschule Flensburg).

## Autoren (Zeitschrift und Jahrbuch)
- Udo Arnold
- Ernst Bahr (Historiker)
- Wolfgang La Baume
- Ludwig Biewer
- Marian Biskup
- Hartmut Boockmann
- Hans Joachim von Brockhusen
- Klaus Bürger
- Alfred Cammann
- Klaus Conrad (Historiker)
- Vincentas Drotvinas
- Sven Ekdahl
- Kurt Forstreuter
- Hartmut Freytag[3]
- Fritz Gause
- Iselin Gundermann
- Emil Johannes Guttzeit
- Helmar Härtel
- Stefan Hartmann (Archivar)
- Dieter Heckmann[4]
- Marie-Luise Heckmann
- Reinhold Heling
- Friedrich-Wilhelm Henning
- Andreas Hillgruber
- Walther Hubatsch
- Bernhart Jähnig
- Hans-Jürgen Karp
- Erich Keyser
- Herbert Kirrinnis
- Hans Koeppen
- Hans-Christof Kraus
- Stefan Michał Kwiatkowski
- Hugo Linck
- Anette Löffler[5]
- Carl von Lorck
- Carl August Lückerath
- Wilhelm Matull
- Arno Mentzel-Reuters
- Klaus Militzer
- Herbert Meinhard Mühlpfordt
- Ulrich Konrad Müller
- Klaus Neitmann
- Wolfgang Neugebauer
- Zenon Hubert Nowak
- Ralf G. Päsler[6]
- Christian Probst
- Erhard Roß
- Jürgen Sarnowsky
- Harald Schieckel
- Hans Schmauch[7]
- Winfried Schwab

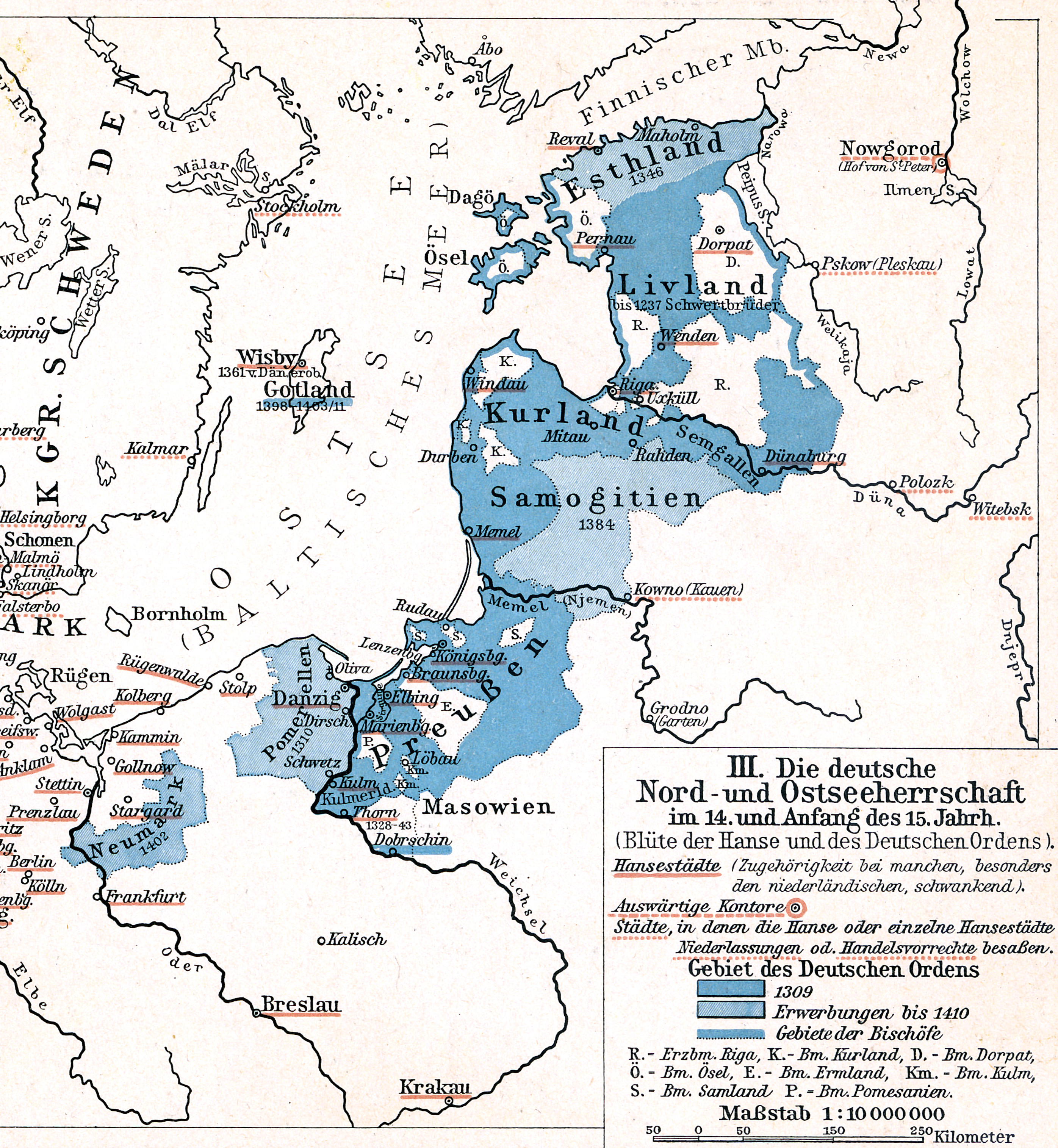
Deutschordensstaat (1410)

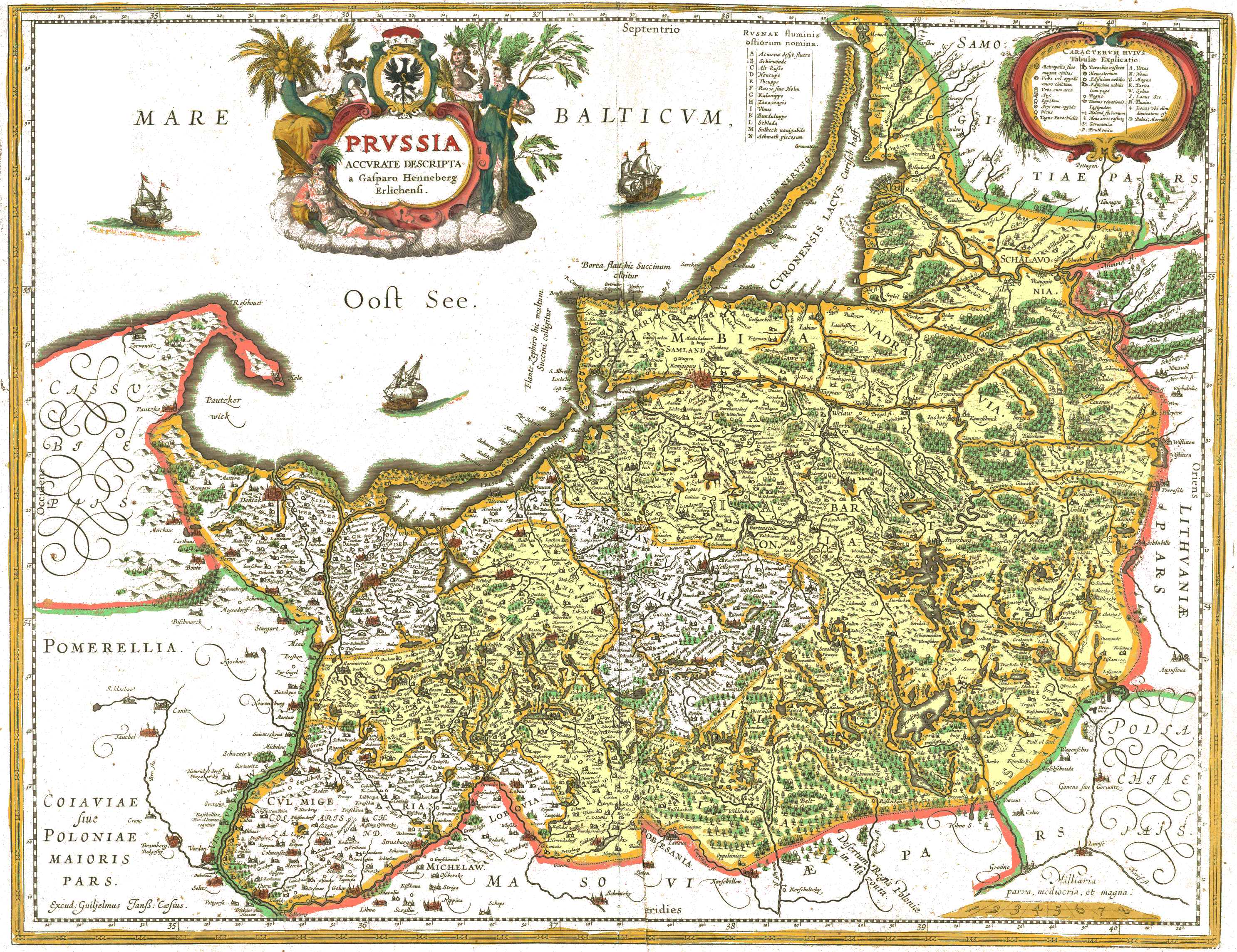
Herzogtum Preußen (1576)

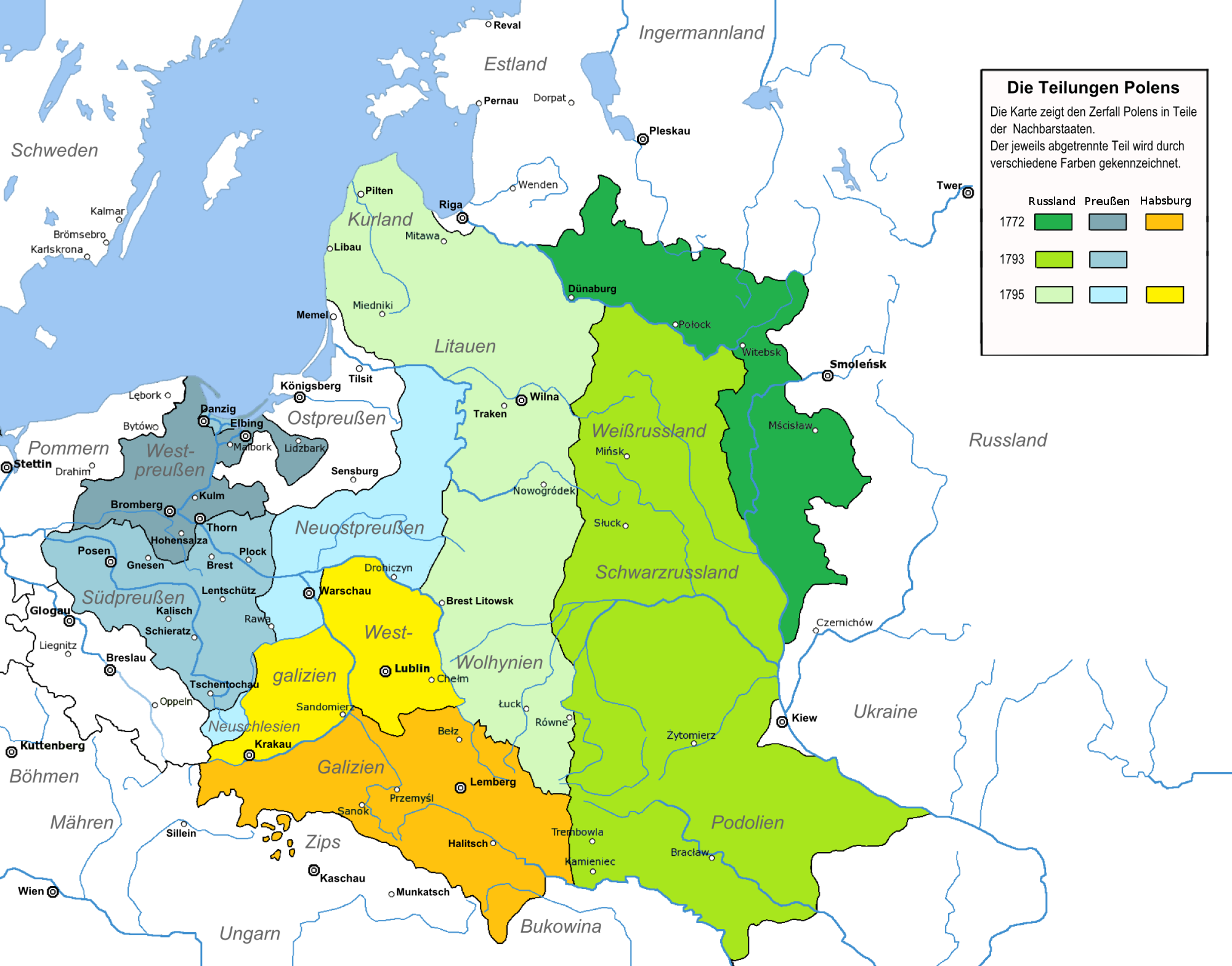
Polnische Teilungen

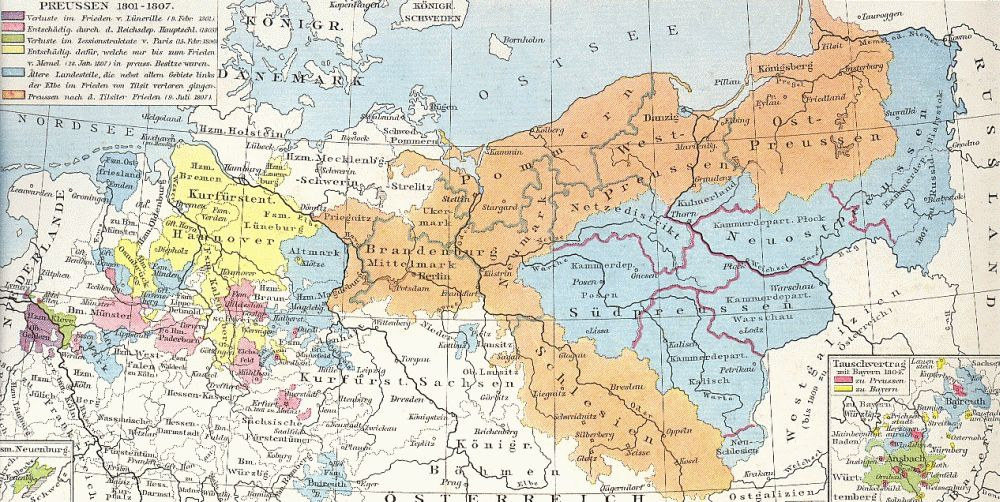
Königreich Preußen nach der Schlacht bei Jena und Auerstedt (1806)

„Von Saarlouis bis Gumbinnen“ – Preußens größte Ausdehnung im Deutschen Kaiserreich (1871)

- Werner Schwarz (Musikwissenschaftler)
- Roland Seeberg-Elverfeldt[8]
- Joachim Tauber[9]
- Anneliese Triller
- Hansheinrich Trunz[10]
- Erich Weise
- Peter Wörster
- Heide Wunder
- Joachim Zdrenka